# マッシミリアーノ・イッラーティ
マッシミリアーノ・イッラーティ（Massimiliano Irrati, 1979年6月27日 - ）はイタリア・フィレンツェ出身のサッカー審判員。 ピストイア地区所属。

## 経歴
1996年よりサッカー審判員としてのキャリアをスタートし、2004年にセリエD、2007年にセリエC1・C2、2011年にセリエBへと昇格していった。2012年3月18日の第28節ボローニャ対キエーヴォの試合でピストイア地区所属の審判として初めてセリエAの主審を務め、トップリーグにデビューした。2017年からはFIFA国際審判員としても登録され、2月22日に行われたサンマリノ代表とアンドラ代表の親善試合で国際舞台にもデビューした。
FIFAワールドカップとしては初めてビデオ・アシスタント・レフェリー（VAR）が導入された2018年ロシア大会ではVAR専門員の一人に選出され、開幕戦や決勝戦を含む14試合でVARを担当した。
2019年5月29日に行われたUEFAヨーロッパリーグ 2018-19 決勝では、ELとしては初めてVARが導入されたが、この試合においてVARを務めた。翌2020年8月23日に行われたUEFAチャンピオンズリーグ 2019-20 決勝のパリ・サンジェルマン対バイエルン・ミュンヘンの試合でもVARを担当した。
2021年からは、同年より新設されたFIFAのVAR専門員（Video Match Official）に登録された。新型コロナウイルス感染症の流行により1年延期され、6月から開催されたUEFA EURO 2020では6試合のVARを担当した。

## 受賞
- ジョルジョ・ベルナルディ賞（イタリア語版）: 2013年[6]
- スポルティーリア賞（イタリア語版）
  - 最優秀審判部門: 2016年[7]
- ジョヴァンニ・マウロ賞（イタリア語版）: 2018年[8]

## 担当した主な試合・大会

### VAR・AVAR
- コッパ・イタリア2017-2018 決勝 ユヴェントス対ミラン
- 2018 FIFAワールドカップ
  - グループA ロシア対サウジアラビア（開幕戦）
  - 準決勝 フランス対ベルギー
  - 決勝 フランス対クロアチア
- UEFAヨーロッパリーグ 2018-19 決勝 チェルシー対アーセナル
- 2019 FIFA女子ワールドカップ
  - 準々決勝 ノルウェー対イングランド
  - 準決勝 オランダ対スウェーデン
- コッパ・イタリア2019-2020 決勝 ナポリ対ユヴェントス
- UEFAチャンピオンズリーグ 2019-20 決勝 パリ・サンジェルマン対バイエルン・ミュンヘン
- UEFA EURO 2020
- FIFAクラブワールドカップ2021 決勝 チェルシー対パルメイラス
- 2022 FIFAワールドカップ
  - グループA カタール対エクアドル（開幕戦）
  - 準決勝 アルゼンチン対クロアチア